# 外盤菊石
外盤菊石（學名：Xenodiscus）是生存於二疊紀至三疊紀初的一屬菊石，為外盤菊石科的模式屬。牠們的游速很慢，以其觸鬚捕捉獵物為食。

## 特徵
外盤菊石的殼反旋得很緊，有寬大、敞口的核心和微圓的腹。模糊的不規則肋條僅出現於早期殼階上。突出的骨縫線十分緊密，有深而圓的前折皺和呈細碎小齒狀的後折皺。殼前端最年輕的腔室很長。

## 物種
本属包括以下物种：
- Xenodiscus besairiei
- Xenodiscus carbonarius
- 朝天外盘菊石 Xenodiscus chaotianensis
- Xenodiscus dieneri
- Xenodiscus dorashamensis
- 广西外盘菊石 Xenodiscus guangxiensis
- Xenodiscus koczyrkeviczi
- Xenodiscus wanneri
- 西藏外盘菊石 Xenodiscus xizangensis

## 外部連結
- Xenodiscus in the Paleobiology Database